# 亞爾比利河
亞爾比利河（烏克蘭語：Яр Білий），是烏克蘭東部的河流，屬於沃夫恰河的支流。該河發源自白科洛佳濟，流經哈爾科夫州的丘胡伊夫區，河道全長14公里，流域面積41.9平方公里。